# Extração (Diamantina)
Extração é um distrito do município brasileiro de Diamantina, no interior do estado de Minas Gerais. Segundo o censo demográfico de 2022, realizado pelo Instituto Brasileiro de Geografia e Estatística (IBGE), sua população era de 555 habitantes e havia 247 domicílios particulares permanentes ocupados. Possui área de 382,74 km² conforme a Fundação João Pinheiro (FJP).
De acordo com o IBGE, em 2010 a população era de 628 habitantes e havia 398 domicílios particulares.
Foi criado pela lei provincial nº 1.143 de 24 de setembro de 1862, então com o nome de Curralinho. Passou a se chamar Extração pela lei estadual nº 843 de 7 de setembro de 1923.